# Osne-le-Val
Osne-le-Val (Aussprache [on lə val]) ist eine französische Gemeinde mit 256 Einwohnern (Stand: 1. Januar 2022) im Département Haute-Marne in der Region Grand Est (vor 2016 Champagne-Ardenne). Sie gehört zum Arrondissement Saint-Dizier und ist Mitglied im Gemeindeverband Communauté d’agglomération du Grand Saint-Dizier, Der et Vallées. Die Bewohner werden Cayens und Cayennes genannt.

## Geographie
Osne-le-Val liegt etwa 25 Kilometer südöstlich des Stadtzentrums von Saint-Dizier. Umgeben wird Osne-le-Val von den Nachbargemeinden Chevillon im Norden und Nordwesten, Montiers-sur-Saulx im Nordosten, Paroy-sur-Saulx im Osten und Nordosten, Effincourt im Osten und Südosten, Montreuil-sur-Thonnance im Süden und Südosten, Thonnance-lès-Joinville im Süden und Südwesten, Autigny-le-Petit im Südwesten sowie Curel im Westen.

## Bevölkerungsentwicklung
| Jahr                      | 1962 | 1968 | 1975 | 1982 | 1990 | 1999 | 2006 | 2011 | 2016 |
| ------------------------- | ---- | ---- | ---- | ---- | ---- | ---- | ---- | ---- | ---- |
| Einwohner                 | 669  | 617  | 560  | 465  | 359  | 303  | 280  | 275  | 258  |
| Quelle: Cassini und INSEE |      |      |      |      |      |      |      |      |      |

## Sehenswürdigkeiten
- Kirche Saint-Cyriaque aus dem 19. Jahrhundert

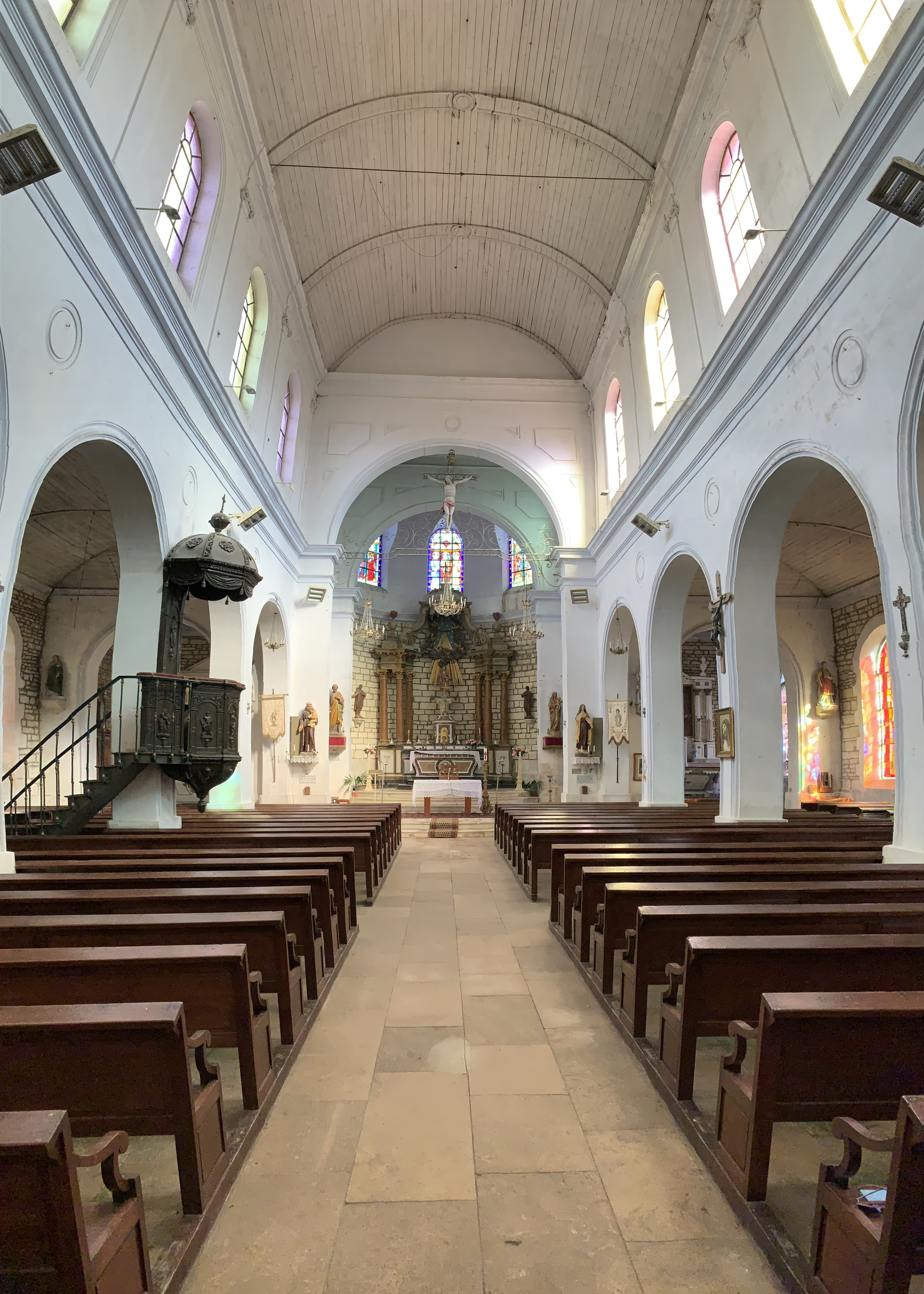
Innenansicht der Kirche Saint-Cyriaque

## Gewerbe
Osne-le-Val war bekannt für die seltenen Bildgießereien, die von Jean-Pierre-Victor André 1836 hier begründet wurden.